# Stražilovo

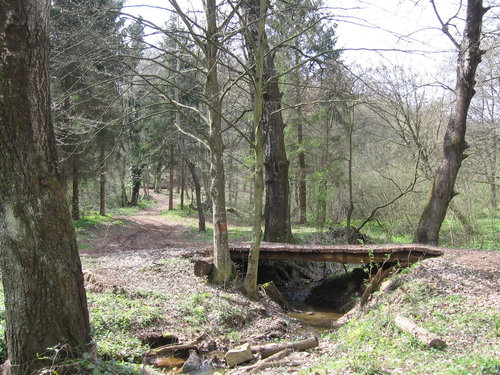
Tal des Stražilovo im Frühjahr

Stražilovo ist ein Berg (321 m) im Nationalpark Fruška Gora, vier Kilometer von Sremski Karlovci entfernt.
Auf dem Berg liegt das Grab des serbischen Dichters Branko Radičević (1824–1853), der das Gymnasium in Sremski Karlovci besucht hat. Am Berg befinden sich auch ein Restaurant und ein Freizeitpark. Auch deshalb ist Stražilovo ein Ziel zahlreicher Touristen und Ausflügler.